# 울하스나가르

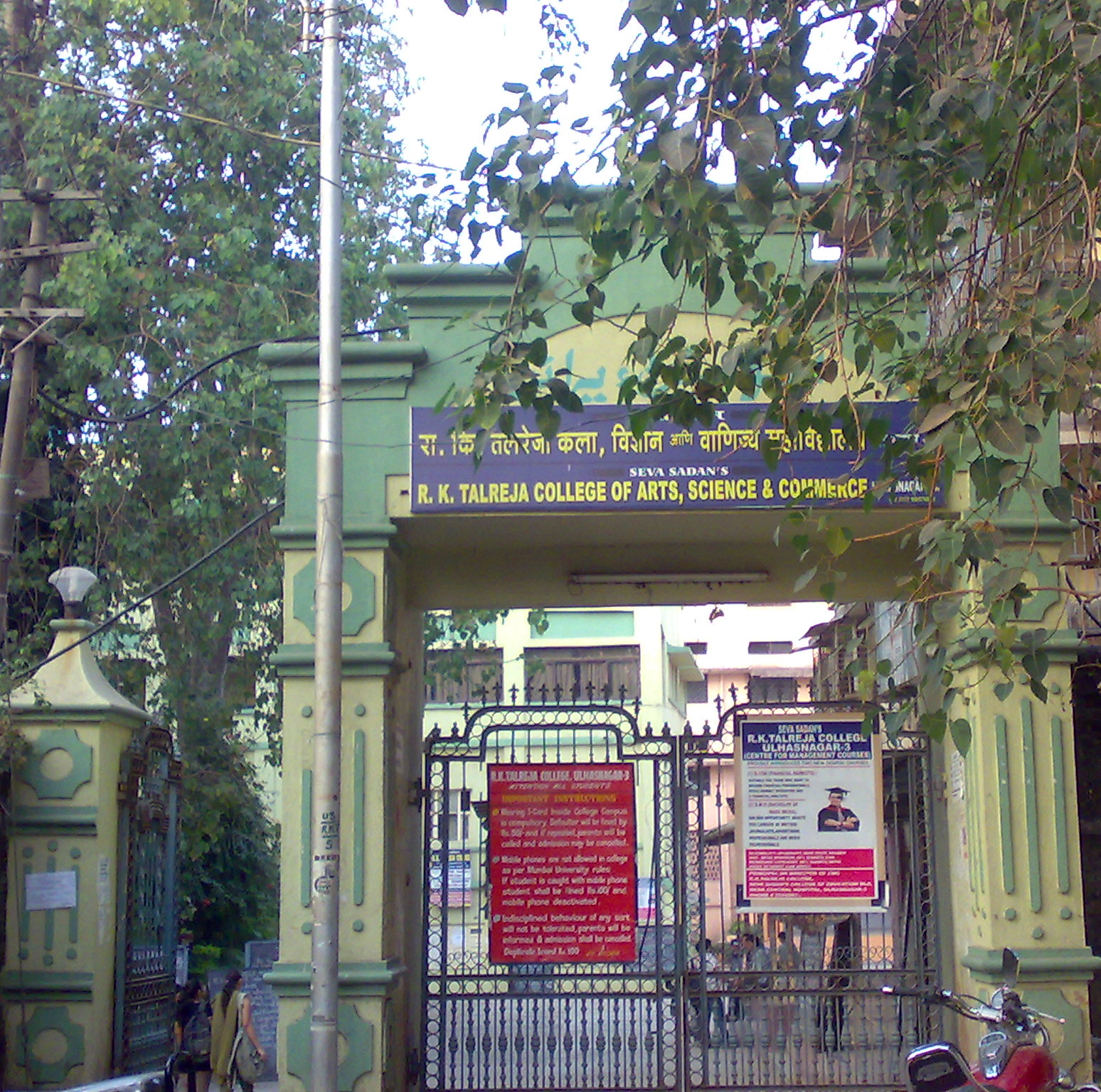

울하스나가르(Ulhasnagar, 마라티어: उल्हासनगर)는 인도 서부 연안에 위치한 마하라슈트라주의 도시로, 뭄바이에서 북동쪽으로 약 60km 정도 떨어진 곳에 위치하며 인구는 472,943명(2001년 기준), 높이는 해발 19m이다.